# Татьянино (Владимирская область)
Татьянино — деревня в Александровском муниципальном районе Владимирской области России, входит в состав Следневского сельского поселения.

## География
Деревня расположена на берегу реки Серая в 17 км на северо-восток от центра поселения деревни Следнево и в 9 км на северо-восток от города Александрова.

## История
В XIX — начале XX века деревня входила в состав Александровской волости Александровского уезда. В 1859 году в деревне числилось 22 дворов, в 1905 году — 23 дворов, в 1926 году — 37 дворов.
С 1929 года деревня являлась центром Татьянинского сельсовета Александровского района, с 1940 года — в составе Мошнинского сельсовета, с 1948 года — в составе пригородной зоны города Александрова, с 1954 года — в составе Балакиревского сельсовета, с 1965 года — в составе Александровского района, с 2005 года — в составе Следневского сельского поселения.

## Население
| 1859 | 1905 | 1926 | 2002 | 2010 | 2021 |
| ---- | ---- | ---- | ---- | ---- | ---- |
| 148  | ↗182 | ↗197 | ↘81  | ↗95  | ↘2   |